# Boucles de l’Aulne
Boucles de l’Aulne – kolarski wyścig jednodniowy, rozgrywany we Francji w okolicy miasta Châteaulin. 
Impreza odbywa się od 1931 jako następca wcześniejszej rywalizacji przeprowadzanej od 1889. Do 1998 zmagania odbywały się w formie kryterium ulicznego (jednego z najważniejszych we Francji), a od 1999 jako wyścig jednodniowy. W 1933 rozegrano dwa oddzielne wyścigi jednego dnia, a w 1945 także rywalizowano dwukrotnie tego samego dnia, jednak zawodników nagrodzono za klasyfikację łączną sumującą obie części. Od 1999 wyścig odbywa się w ramach kalendarza UCI, a od 2006 jest częścią cyklu UCI Europe Tour z kategorią 1.1.

## Zwycięzcy
Opracowano na podstawie:
| Rok  | Pierwsze                | Drugie                  | Trzecie                 |          |
| ---- | ----------------------- | ----------------------- | ----------------------- | -------- |
| 1935 | Pierre Cloarec          | Paul Keravec            | François Favé           |          |
| 1936 | Pierre Cloarec          | François Lucas          | Pierre Cogan            |          |
| 1937 | Pierre Cogan            | Gino Sciardis           | Pierre Cloarec          |          |
| 1938 | Pierre Cogan            | Christophe Taeron       | Raymond Louviot         |          |
| 1945 | Sylvère Jezo            | Jean-Marie Goasmat      | Jean Robic              |          |
| 1946 | Roger Lambrecht         | Raymond Scardin         | Oreste Beghetti         |          |
| 1947 | Guy Butteux             | Roger Lambrecht         | André Mahé              |          |
| 1948 | Amand Audaire           | Éloi Tassin             | Roger Lévêque           |          |
| 1949 | Louison Bobet           | Jean-Marie Goasmat      | André Gall              |          |
| 1950 | Pierre Molinéris        | Édouard Muller          | Yvon Nedelec            |          |
| 1951 | Robert Desbats          | Fernand Picot           | Georges Gilles          |          |
| 1952 | Rik Van Steenbergen     | Adolphe Deledda         | Jacques Dupont          |          |
| 1953 | Louison Bobet           | Joseph Le Cadet         | Jacques Anquetil        |          |
| 1954 | Fernand Picot           | Fritz Schär             | Maurice Nauleau         |          |
| 1955 | Jacques Dupont          | Jean Bobet              | Jean Bourlès            |          |
| 1956 | Valentin Huot           | Fred De Bruyne          | André Darrigade         |          |
| 1957 | Amand Audaire           | Albert Bouvet           | Valentin Huot           |          |
| 1958 | Gérard Saint            | Fred De Bruyne          | Louison Bobet           |          |
| 1959 | Jean Gainche            | Louison Bobet           | Joseph Groussard        |          |
| 1960 | Jean Stablinski         | Joseph Morvan           | Joseph Velly            |          |
| 1961 | Joseph Morvan           | Jacques Simon           | André Darrigade         |          |
| 1962 | Jacques Anquetil        | Manuel Manzano          | André Darrigade         |          |
| 1963 | Rik Van Looy            | Frans Melckenbeeck      | Rudi Altig              |          |
| 1964 | Rik Van Looy            | Jean Stablinski         | Jean Gainche            |          |
| 1965 | Guy Ignolin             | Jacques Anquetil        | François Hamon          |          |
| 1966 | Eddy Merckx             | Felice Gimondi          | Lucien Aimar            |          |
| 1967 | Raymond Poulidor        | Roger Pingeon           | Guy Ignolin             |          |
| 1968 | Jacques Anquetil        | Raymond Poulidor        | Felice Gimondi          |          |
| 1969 | Eddy Merckx             | Eric De Vlaeminck       | Julien Stevens          |          |
| 1970 | Walter Godefroot        | Franco Bitossi          | Eddy Merckx             |          |
| 1971 | Luis Ocaña              | Herman Van Springel     | Jean-Claude Daunat      |          |
| 1972 | Cyrille Guimard         | Walter Godefroot        | Eddy Merckx             |          |
| 1973 | Roger De Vlaeminck      | Bernard Thévenet        | Luis Ocaña              |          |
| 1974 | Herman Van Springel     | Alain Santy             | Roger De Vlaeminck      |          |
| 1975 | Eddy Merckx             | Hennie Kuiper           | Alain Santy             |          |
| 1976 | Joop Zoetemelk          | Bernard Thévenet        | Eddy Merckx             |          |
| 1978 | Bernard Hinault         | Roger De Vlaeminck      | Joop Zoetemelk          |          |
| 1979 | Bernard Hinault         | Walter Godefroot        | Roger Legeay            |          |
| 1980 | Daniel Willems          | Bernard Hinault         | Jacques Bossis          |          |
| 1981 | Bernard Hinault         | Francesco Moser         | Gerrie Knetemann        |          |
| 1982 | Francesco Moser         | Marc Madiot             | Jacques Bossis          |          |
| 1983 | Laurent Fignon          | Sean Kelly              | Robert Alban            |          |
| 1984 | Marc Madiot             | Bernard Bourreau        | Gilbert Duclos-Lassalle |          |
| 1985 | Bernard Hinault         | Marc Madiot             | Gilbert Duclos-Lassalle |          |
| 1987 | Gilbert Duclos-Lassalle | Jean-François Bernard   | Laurent Fignon          |          |
| 1988 | Franck Pineau           | Dominique Arnaud        | Yves Bonnamour          |          |
| 1989 | Charly Mottet           | Greg LeMond             | Laurent Fignon          |          |
| 1990 | Ronan Pensec            | Jean-Claude Colotti     | Greg LeMond             |          |
| 1991 | Jean-François Bernard   | Gianni Bugno            | Miguel Indurain         |          |
| 1992 | Miguel Indurain         | Gilbert Duclos-Lassalle | Thierry Marie           |          |
| 1993 | Gérard Rué              | Jean-Claude Colotti     | Laurent Jalabert        |          |
| 1994 | Richard Virenque        | Chris Boardman          | Stéphane Heulot         |          |
| 1995 | Laurent Jalabert        | Bjarne Riis             | Eddy Seigneur           |          |
| 1996 | Abraham Olano           | Richard Virenque        | Jewgienij Bierzin       |          |
| 1997 | Laurent Jalabert        | Richard Virenque        | Ronan Pensec            |          |
| 1998 | Marco Pantani           | Luc Leblanc             | Frank Vandenbroucke     |          |
| 1999 | Claude Lamour           | Vincent Cali            | Charles Guilbert        |          |
| 2000 | Walter Bénéteau         | Patrice Halgand         | Saulius Ruškys          |          |
| 2001 | Patrice Halgand         | Marcus Ljungqvist       | Stéphane Heulot         |          |
| 2002 | Christopher Jenner      | Olivier Asmaker         | Christophe Rinero       |          |
| 2003 | Walter Bénéteau         | Sandy Casar             | Manu Lhoir              |          |
| 2004 | Frédéric Finot          | Alexandre Naulleau      | Siergiej Kruszewskij    |          |
| 2006 | Johan Coenen            | Walter Bénéteau         | Benoît Sinner           |          |
| 2007 | Romain Feillu           | Saïd Haddou             | Leonardo Duque          |          |
| 2008 | Romain Feillu           | Nico Sijmens            | Christophe Mengin       |          |
| 2009 | Maxime Bouet            | Anthony Roux            | Mickaël Larpe           |          |
| 2010 | Jean-Luc Delpech        | Laurent Pichon          | Romain Hardy            |          |
| 2011 | Martijn Keizer          | Anthony Delaplace       | Anthony Charteau        |          |
| 2012 | Sébastien Hinault       | Laurent Pichon          | Romain Feillu           |          |
| 2013 | Matthieu Ladagnous      | Yannick Martinez        | Armindo Fonseca         |          |
| 2014 | Alexis Gougeard         | Rémy Di Grégorio        | Rudy Kowalski           |          |
| 2015 | Alo Jakin               | Steven Tronet           | Laurent Pichon          |          |
| 2016 | Samuel Dumoulin         | Arthur Vichot           | Clément Venturini       |          |
| 2017 | Odd Christian Eiking    | David Gaudu             | Laurent Pichon          |          |
| 2018 | Kévin Le Cunff          | Arthur Vichot           | Guillaume Martin        |          |
| 2019 | Alexis Gougeard         | Quentin Jauregui        | Julien El Fares         |          |
| 2020 | odwołany                | odwołany                | odwołany                | odwołany |
| 2021 | Stan Dewulf             | Valentin Madouas        | Mathieu Burgaudeau      |          |
| 2022 | Idar Andersen           | Jesús Herrada           | Stan Dewulf             |          |
| 2023 | Greg Van Avermaet       | Florian Vermeersch      | Jon Barrenetxea         |          |
| 2024 | Axel Zingle             | Alexandre Delettre      | Mads Würtz Schmidt      |          |
| 2025 |                         |                         |                         |          |